# 1868
Промислова революція •  Національно-визвольні рухи • Робітничий рух •  Колоніальні імперії •  Рісорджименто

## Геополітична ситуація
У Росії царює імператор Олександр II (до 1881). Російській імперії належить більша частина України, значна частина Польщі, Грузія, Закавказзя, Фінляндія, Бухарське ханство. Україну розділено між двома державами — Королівство Галичини та Володимирії належить Австрії, Правобережжя, Лівобережжя та Крим — Російській імперії.
В Османську імперії править султан Абдул-Азіз (до 1876). Під владою османів перебувають Близький Схід та Єгипет, Середземноморське узбережжя Північної Африки, Болгарія. Васалами османів є Сербія та Боснія, Волощина та Молдова.
В Австро-Угорщині править Франц-Йосиф I (до 1916). Імперія охоплює, крім австрійських та угорських земель, Хорватію, Трансильванію, Богемію. Північнонімецький союз очолює Вільгельм I (до 1888). Королівство Баварія — Людвіг II (король Баварії) (до 1886).
У Франції править Наполеон III Бонапарт (до 1870). Франція має колонії в Алжирі, Карибському басейні, Південній Америці в Індокитаї та Індії. В Іспанії королева Ізабелла II втратила владу. Іспанії належать частина островів Карибського басейну, Філіппіни. У Португалії править Луїш I (до 1889). Португалія має володіння в Африці, Індії, Індійському океані й Індонезії.
У Великій Британії триває Вікторіанська епоха — править королева Вікторія (до 1901). Британія має колонії в Північній Америці, на Карибах, на півдні Африки та в Індії. Королівство Нідерланди очолює Віллем III (до 1890). Король Данії та Норвегії — Кристіан IX (до 1906), на шведському сидить Карл XV (до 1872). Королівство Італія, очолює Віктор Емануїл II (до 1878). Існує Папська держава з центром у Римі.
Бразильську імперію очолює Педру II (до 1889). Посаду президента США обіймає Ендрю Джонсон. Територію на півночі північноамериканського континенту займає Канадська конфедерація (домініон Великої Британії), територія на півдні континенту належить Мексиці.
В Ірані при владі Каджари. Владу над Індостаном утримує Британська корона. У Бірмі править династія Конбаун, у В'єтнамі — династія Нгуєн, у Сіамі — династія Чакрі. У Китаї володарює Династія Цін. У Японії розпочався період Мейдзі.

## Події

### В Україні
- 2 вересня 1868 засновано Товариство «Просвіта»
- Засновано місто Краматорськ.
- Ліквідовано Усть-Дунайське буджацьке козацьке військо.

### У світі
- 3 січня в Японії прийнято «Указ про реставрацію Імператорського правління». Ліквідовано сьоґунат Едо. Почалася реставрація Мейдзі.
- 5 січня бразильський полководець Луїс Алвіс ді Ліма і Сілва захопив столицю Парагваю Асунсьйон і проголосив Війну потрійного альянсу закінченою.
- 27—30 січня імперські війська здобули перемогу над повстанцями в битві при Тоба-Фусімі у війні Босін в Японії.
- 19 лютого у Війні потрійного альянсу відбувся прорив повз Умаїту.
- 24 лютого Палата представників США проголосувала за імпічмент президента Ендрю Джонсона.
- 12 березня Разутоленд проголошено британським протекторатом.
- 7 квітня в Японії П'ятистатейна присяга сформулювала принципи Реставрації Мейдзі.
- 13 квітня перемогою британців закінчилася англо-ефіопська війна. Негус Теводрос II заподіяв собі смерть.
- 10 червня від руки вбивці загинув сербський князь Михайло Обренович.
- 30 червня російські війська увійшли в Самарканд. Бухарське ханство увійшло до складу Російської імперії.
- У вересні в Іспанії відбулася Славна революція. Королева Ізабела II втекла у заслання.
- 3 вересня Едо перейменовано на Токіо.
- 24 вересня укладено Угорсько-хорватську угоду, що визначила статус Хорватії в Австро-Угорщині.
- 1 жовтня почалося правління Чулалонгкорна у Сіамі.
- 10 жовтня проголошено незалежність Куби
- 17 жовтня в Люксембурзі прийнято конституцію.
- 3 листопада на президентських виборах у США переміг Улісс Грант.
- Арканзас повторно увійшов до складу США.
- 6 грудня у Війні потрійного альянсу відбулася битва при Ітороро.
- 25 грудня президент США оголосив повну амністію усім повстанцям у громадянській війні.

### У суспільному житті
- Засновано:
  - Університет Каліфорнії.
  - компанію MetLife
  - компанію Tata Group.
- У Лондоні встановлено перший світлофор.
- У США вперше відзначено День пам'яті.
- Почала діяти Чотирнадцята поправка до Конституції США.

### У науці
- П'єр Жуль Сезар Жансен та незалежно Норман Лок'єр, аналізуючи спектр сонячного випромінювання, відкрили хімічний елемент Гелій.
- Жан-Мартен Шарко описав розсіяний склероз.
- Адольф Куссмауль вперше провів гастроскопію людини.
- Знайдено кістяк кроманьйонця.
- Запатентовано вітряк Болле.
- 18 квітня відкриття астероїда 98 Іанта
- 15 серпня Джеймс Крейг Вотсон відкрив астероїд 101 Єлена
- 22 серпня Христіан Генріх Фрідрих Петерс відкрив астероїд 102 Міріам.

### У мистецтві
- Жюль Верн видав роман «Діти капітана Гранта».
- Вілкі Коллінз почав серіалізацію роману «Місячний камінь».
- Луїза Мей Олкотт опублікувала першу частину роману «Маленькі жінки».
- Відбулася прем'єра опери Ріхарда Вагнера «Нюрнберзькі мейстерзінгери».
- Йоганн Штраусс син скомпонував «Казки Віденського лісу».
- Відкрився Будинок художників у Відні.

## Народились
Див. також Категорія:Народились 1868
- 27 березня — Патті Сміт Хілл, американський педагог, автор пісеньки «Happy Birthday to You»
- 28 березня — Горький Максим, російський публіцист, письменник
- 1 квітня — Едмон Ростан, французький поет і драматург
- 28 квітня — Вороний Георгій Феодосійович, видатний український математик.
- 6 травня — Гастон Леру, французький письменник
- 18 травня — Микола II, останній російський імператор
- 2 червня — Федір Андерс, інженер-конструктор
- 6 червня — Роберт Фолкон Скотт, англійський дослідник Антарктиди
- 14 червня — Карл Ландштейнер, австрійський імунолог
- 18 червня — Міклош Горті, профашистський диктатор Угорщини (1920—1944 рр.)
- 13 липня — Борисоглібська Ганна Іванівна— українська радянська акторка, народна артистка УРСР
- 2 серпня — Костянтин I, грецький король (1913—1917, 1920—1922 рр.)
- 25 серпня — Ізотов Сергій Васильович, старшина Дієвої армії УНР.
- 8 грудня — Замичковський Іван Едуардович — український радянський актор, заслужений артист УРСР.
- Аполлонов Іван Іванович — український композитор.

## Померли
Див. також Категорія:Померли 1868